# Leptocidaris
Leptocidaris is een geslacht van uitgestorven zee-egels uit de familie Pedinidae.

## Soorten
- Leptocidaris triceps Quenstedt, 1857 †